# テクサーカナ (テキサス州)
テクサーカナ（英: Texarkana）は、アメリカ合衆国テキサス州東部のボウイ郡東部に位置する都市である。アーク・ラ・テックス地域と呼ばれる。州境を挟んでアーカンソー州テクサーカナと1つの町を形成している。2010年の国勢調査ではテキサス州側の人口37,103人だった。アーカンソー州側と合わせた人口は67,784人、総面積は70.35 平方マイル (182 km2) である。
ボウイ郡およびアーカンソー州のミラー郡を合わせたテクサーカナ (テキサス州)・テクサーカナ (アーカンソー州)大都市圏を構成しており、その中核都市である。

## 歴史
テクサーカナ付近の広大な地域では鉄道がもたらす可能性が早くから分かっていた。1850年代後半にカイロ・アンド・フルトン鉄道の建設者がアーカンソー州を横切って着実に鉄道を延伸させていた。1874年までにレッド川を越え、テキサス州境に到着していた。この年2月16日の3月19日の間で、列車がテキサス州境とレッド川の間を走り、乗客と貨物は船でフルトンまで渡され、その先はまた列車に乗った。1874年3月20日にレッド川橋が開通し、その日から列車はテクサーカナからセントルイスまで走った。
1870年代は鉄道建設者の間に鋭いライバル関係があった。テキサス・アンド・パシフィック鉄道がテキサス州を横切りアーカンソー州境に達した。州境は別々の鉄道が接続する物流拠点だった。1873年12月8日、テキサス・アンド・パシフィック鉄道が、後のテクサーカナ市の最初の区画を販売した。最初の購入者は、ユニオン駅の対面、現在ホテル・マッカートニーが立っている土地を購入したJ・W・デイビスだった。
テクサーカナという名前を誰が付けたかは不明である。一般に広まっている話ではガス・ノーベル大佐であり、リトルロックから州境までアイアンマウンテン鉄道の通行権を測量した。1枚の板に「テックス・アーク・アナ」（"TEX-ARK-ANA"）と書いて1本の木に釘で打ち付け「これがここに建設される町の名前だ」と言ったとされている。
アーカンソー州のミラー郡は、一旦廃止されて後に再建されたことでおそらく国内唯一の郡である。1820年に設立され、アーカンソー州初代知事のジェイムズ・ミラーに因んで名付けられた。設立されたとき、郡とメキシコを分ける国境がかなり曖昧なままだった。その結果、開拓者達はメキシコが所有しているかもしれない土地にアーカンソー州が課税し徴収していると考えた。さらにメキシコ人によってテキサス人が抑圧されていることに多くの者が不満を抱き、公然とテクシャンに対する同盟を宣言した。このことで、不安定な状態が生じ、テキサス共和国が設立された後はさらに悪化した。1838年、アーカンソー州知事のジェイムズ・コンウェイは「最も容易で効果的な修復法はミラー郡を廃止して、より愛国的な地域に付設することである」と提案した。その時から1874年まで、この地域はラファイエット郡の一部になっていた。その再設立の話は1873年にテクサーカナの町のロットを販売したことから持ち上がった。テクサーカナの町は1874年6月12日に設立された。さらに法人化は、町ができて7年近く経った1880年10月17日になってから実現した。1873年12月8日は両州のテクサーカナが組織化された日と認められている。

## 地理
テクサーカナは州間高速道路30号線とアメリカ国道59号線、同67号線、同71号線、同82号線が交差する所にあり、テキサス州の最北東部、テキサス・アーカンソー州境に位置している。座標では北緯33度26分14秒 西経94度4分3秒 / 北緯33.43722度 西経94.06750度 (33.437170, -94.067394) にある。時間帯は中部標準時である。
アメリカ合衆国国勢調査局に拠れば、市域全面積は27.7平方マイル (72 km2)であり、このうち陸地25.6平方マイル (66 km2)、水域は2.1平方マイル (6 km2)で水域率は7.58%である

### 気候
- 最も暑い月は7月である。
- 過去最高気温 117°F (47°C) 、1936年
- 最も寒い月は1月である。
- 過去最低気温 -6°F (-21°C) 、1989年
- 最も降水量が多い月は11月である。

| テクサーカナの気候     | テクサーカナの気候 | テクサーカナの気候 | テクサーカナの気候 | テクサーカナの気候 | テクサーカナの気候 | テクサーカナの気候 | テクサーカナの気候 | テクサーカナの気候 | テクサーカナの気候 | テクサーカナの気候 | テクサーカナの気候 | テクサーカナの気候 | テクサーカナの気候 |
| 月                     | 1月                | 2月                | 3月                | 4月                | 5月                | 6月                | 7月                | 8月                | 9月                | 10月               | 11月               | 12月               | 年                 |
| ---------------------- | ------------------ | ------------------ | ------------------ | ------------------ | ------------------ | ------------------ | ------------------ | ------------------ | ------------------ | ------------------ | ------------------ | ------------------ | ------------------ |
| 最高気温記録 °F （°C） | 85 (29)            | 89 (32)            | 94 (34)            | 95 (35)            | 100 (38)           | 108 (42)           | 110 (43)           | 117 (47)           | 108 (42)           | 104 (40)           | 88 (31)            | 84 (29)            | 117 (47)           |
| 平均最高気温 °F （°C） | 52.5 (11.4)        | 58.3 (14.6)        | 66.5 (19.2)        | 74.6 (23.7)        | 81.6 (27.6)        | 88.9 (31.6)        | 93.1 (33.9)        | 93.1 (33.9)        | 86.3 (30.2)        | 76.5 (24.7)        | 63.9 (17.7)        | 55.1 (12.8)        | 74.20 (23.44)      |
| 平均最低気温 °F （°C） | 30.7 (−0.7)        | 34.3 (1.3)         | 41.8 (5.4)         | 50 (10)            | 60.4 (15.8)        | 68.3 (20.2)        | 72 (22)            | 70.5 (21.4)        | 63.6 (17.6)        | 51.7 (10.9)        | 41.1 (5.1)         | 33.5 (0.8)         | 51.49 (10.83)      |
| 最低気温記録 °F （°C） | −7 (−22)           | −3 (−19)           | 11 (−12)           | 24 (−4)            | 35 (2)             | 50 (10)            | 52 (11)            | 51 (11)            | 37 (3)             | 22 (−6)            | 15 (−9)            | −1 (−18)           | −7 (−22)           |
| 降水量 inch （mm）     | 3.91 (99.3)        | 3.8 (97)           | 4.46 (113.3)       | 4.23 (107.4)       | 4.97 (126.2)       | 4.82 (122.4)       | 3.62 (91.9)        | 2.41 (61.2)        | 3.77 (95.8)        | 4.61 (117.1)       | 5.69 (144.5)       | 4.95 (125.7)       | 51.24 (1,301.5)    |
| [ 要出典 ]             |                    |                    |                    |                    |                    |                    |                    |                    |                    |                    |                    |                    |                    |

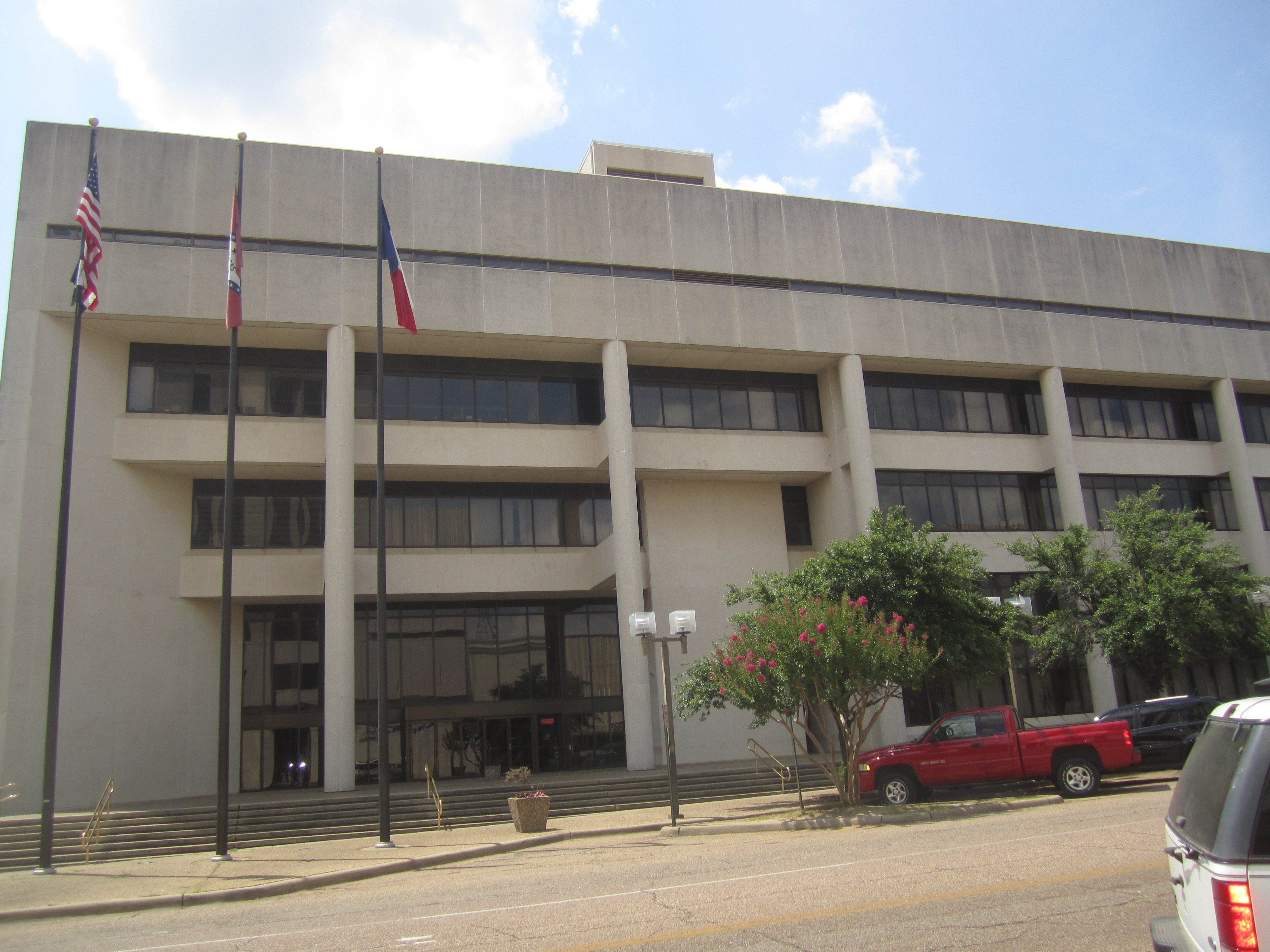
テクサーカナの司法センター、アーカンソー側と共有
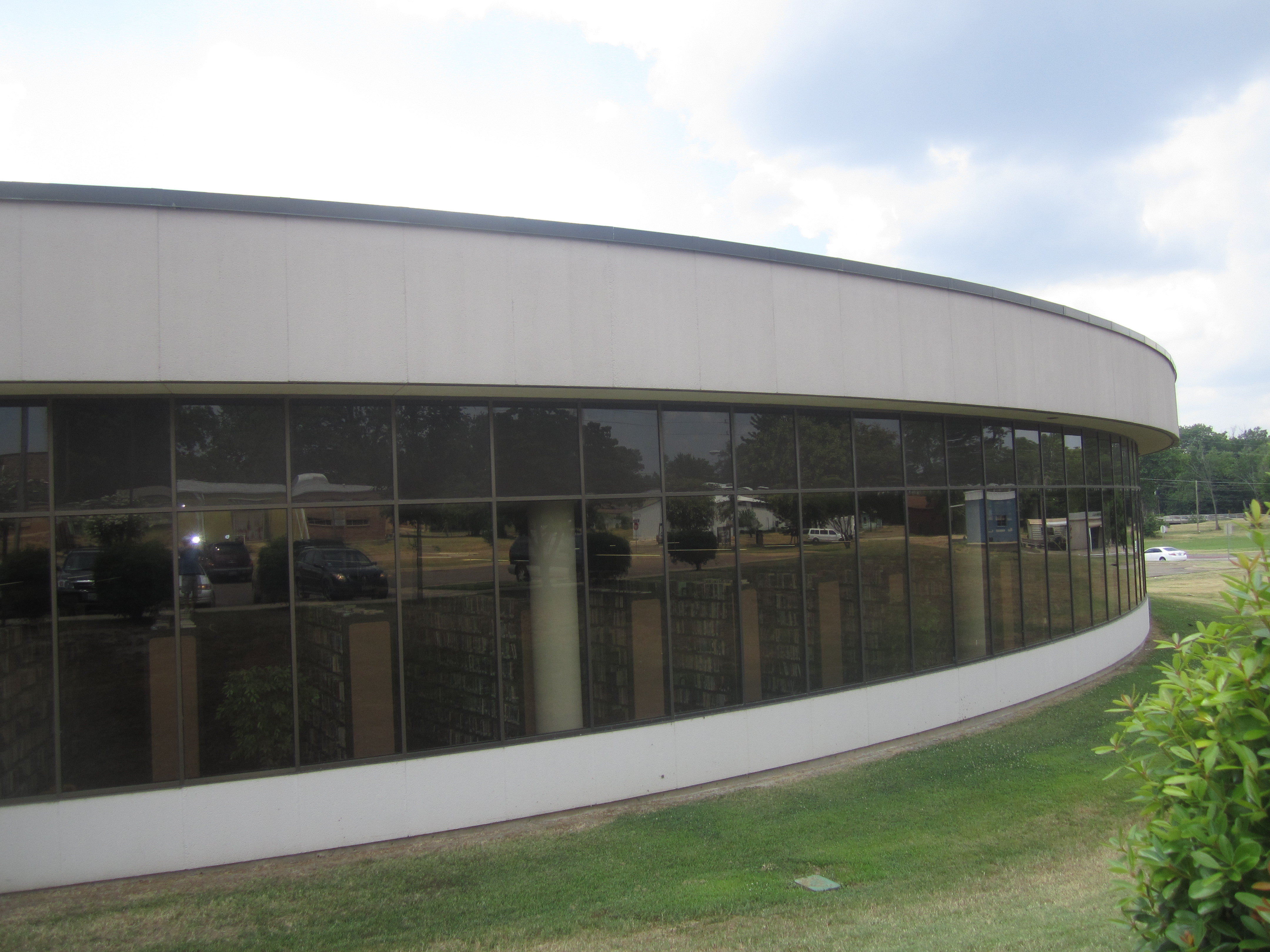
テクサーカナ公共図書館
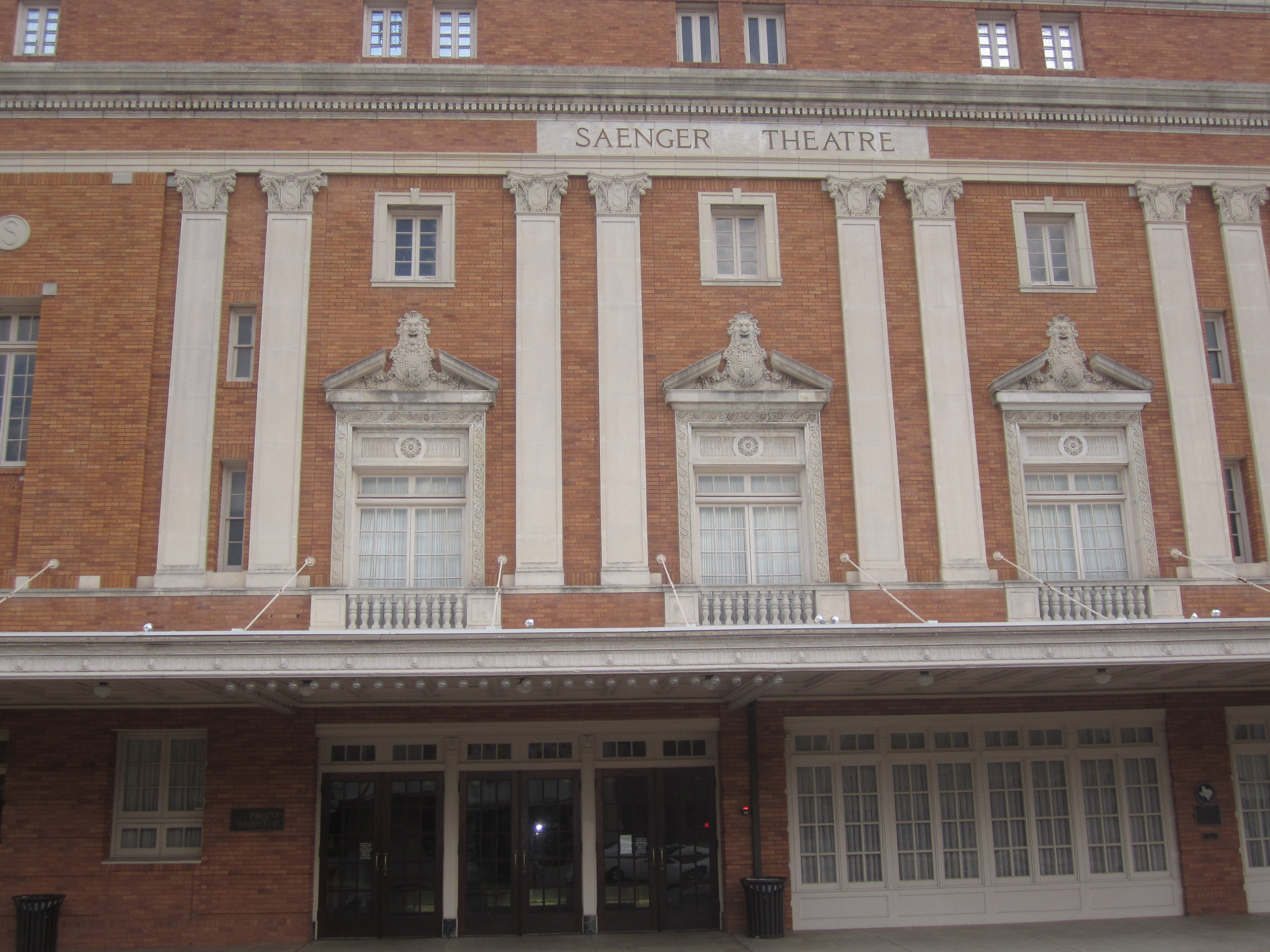
ショーンガー劇場
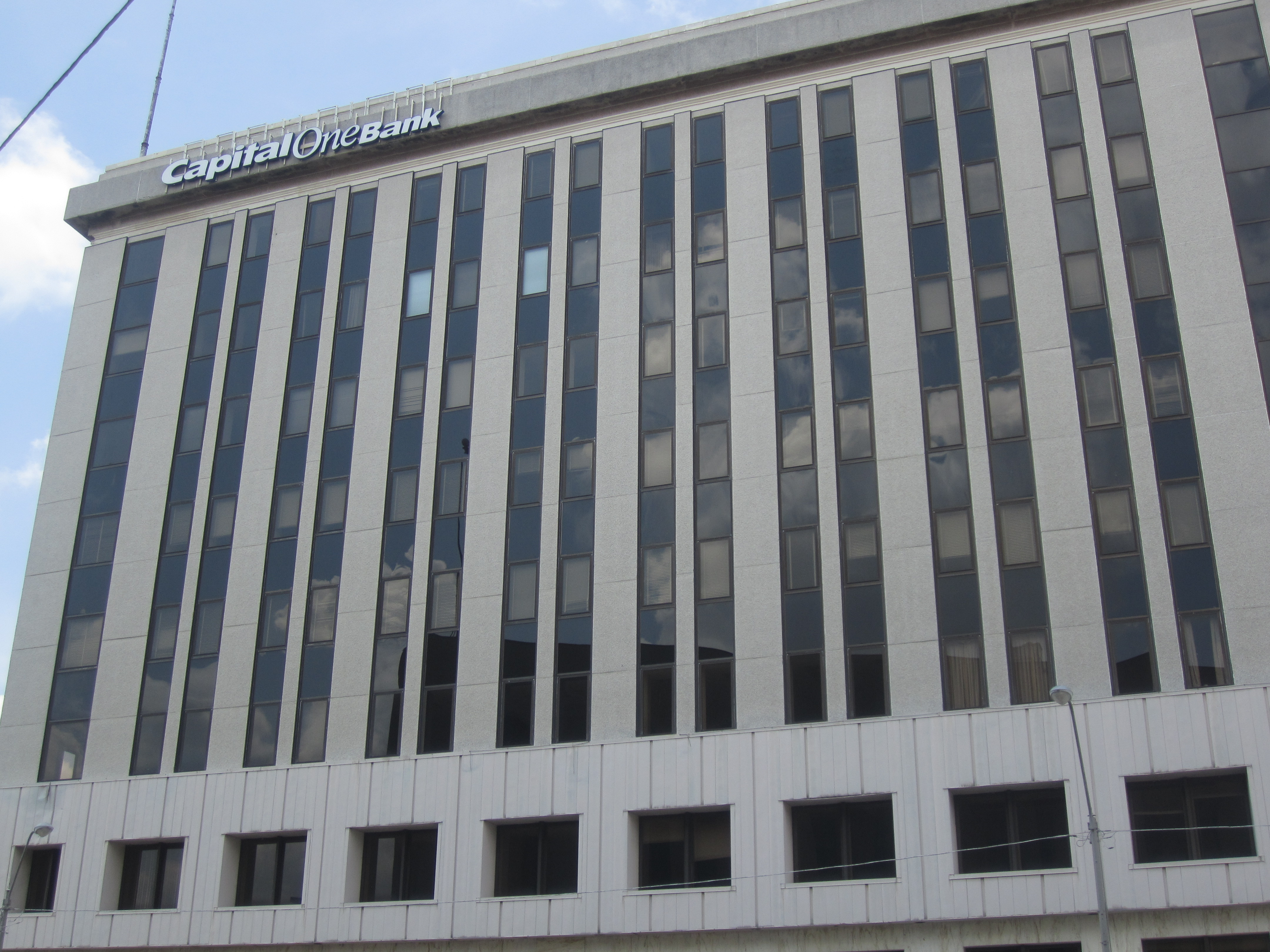
キャピタルワン銀行
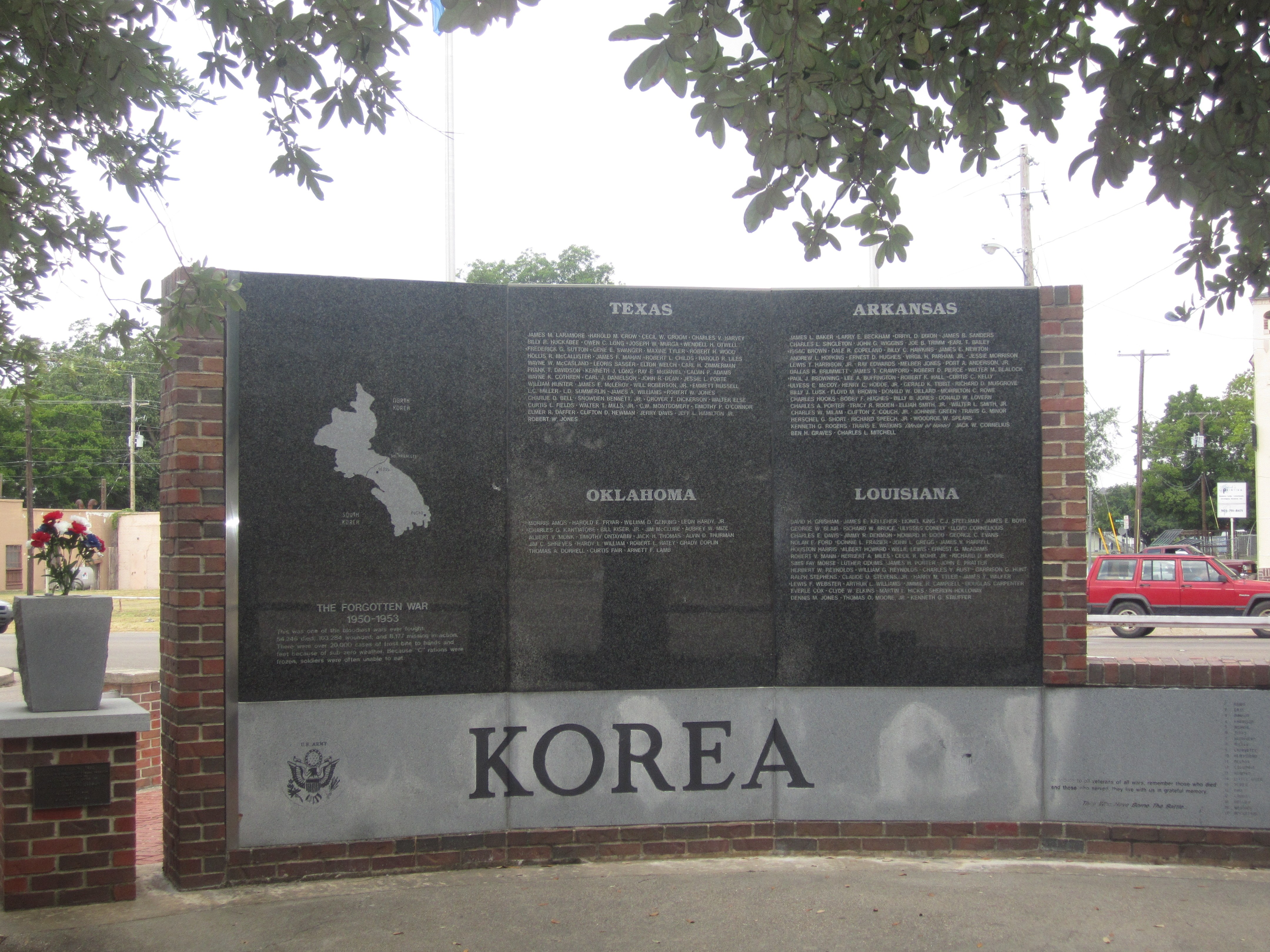
朝鮮戦争記念碑、4州地域から出征し戦死した者を記念する
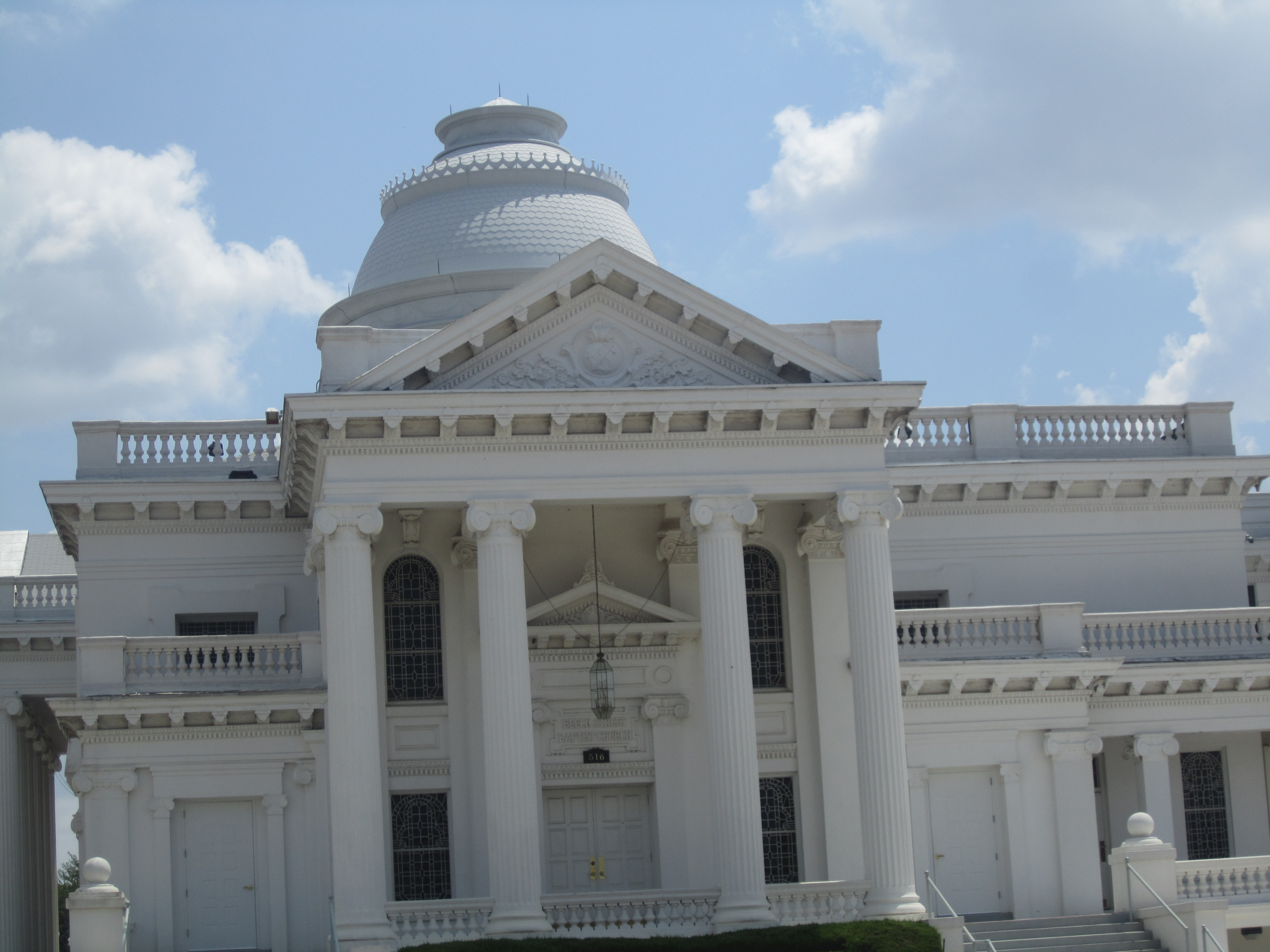
ビーチ通り第一バプテスト教会、元牧師はマイク・ハッカビー
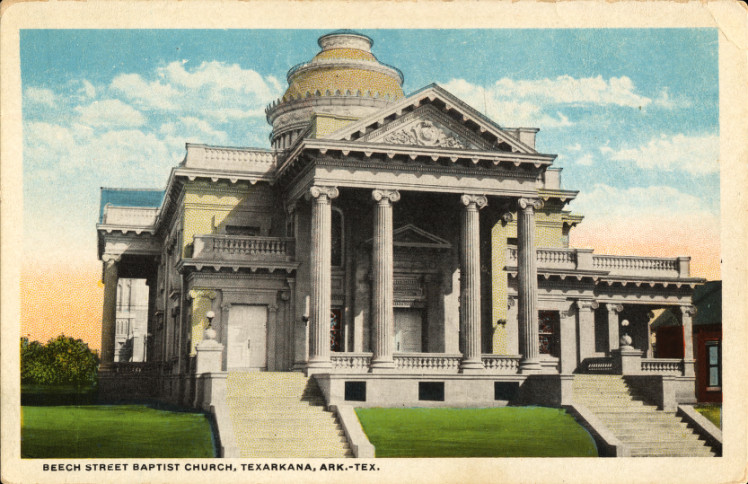
ビーチ通りバプテスト教会、1909年の絵葉書
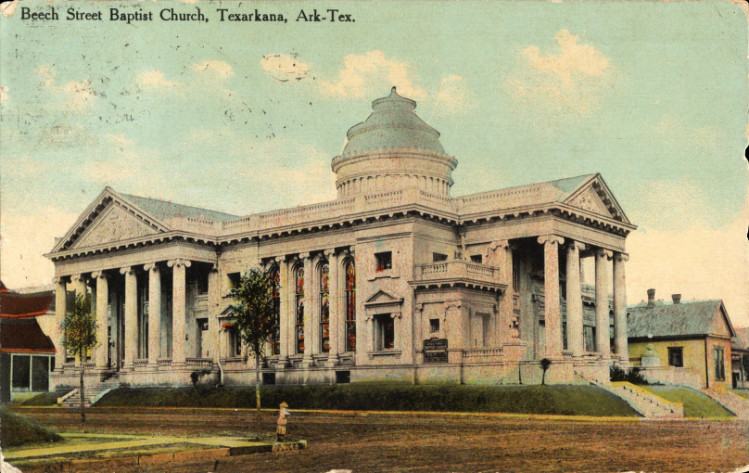
ビーチ通りバプテスト教会、1910年の絵葉書、側面
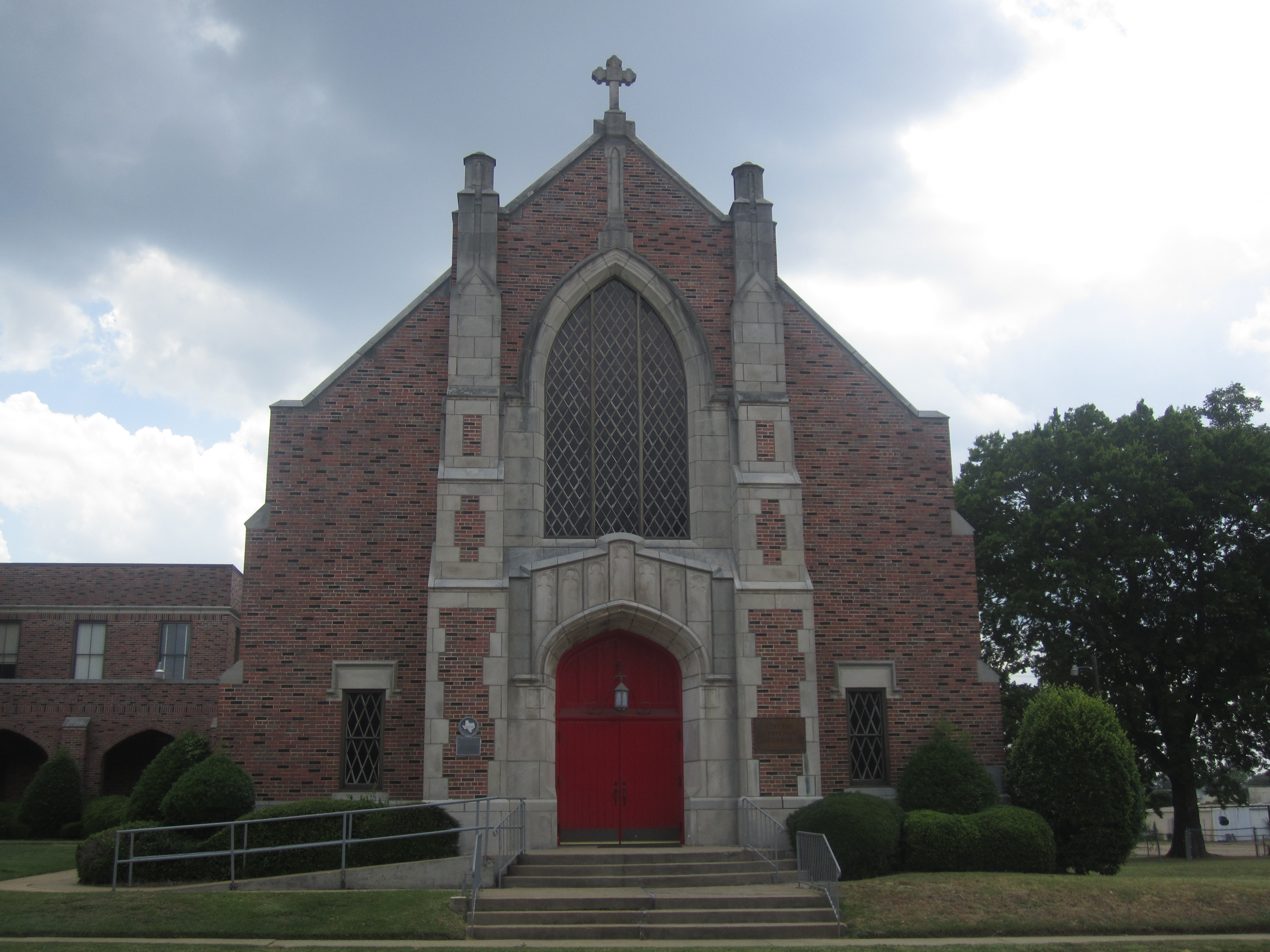
セントラル・クリスチャン教会、キリストの弟子会派
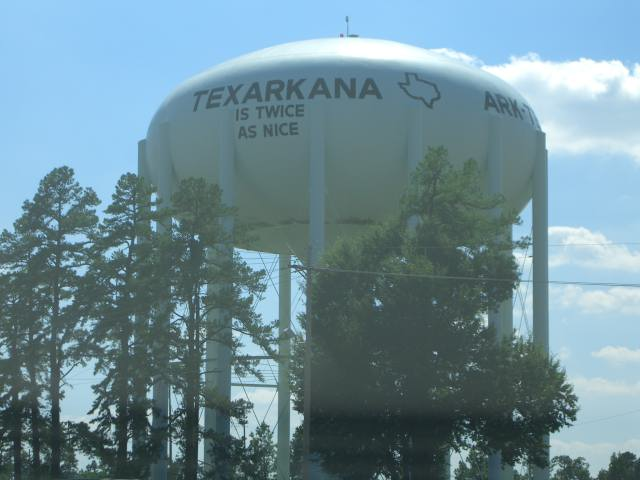
給水塔

## 人口動態
以下は2000年の国勢調査による人口統計データである。
| 基礎データ - 人口: 34,782 人 - 世帯数: 13,569 世帯 - 家族数: 8,941 家族 - 人口密度: 524.0人/km2（1,357.3人/mi2） - 住居数: 15,105 軒 - 住居密度: 227.5軒/km2（589.4 軒/mi2） 人種別人口構成 - 白人: 59.18% - アフリカン・アメリカン: 37.05% - ネイティブ・アメリカン: 0.34% - アジア人: 0.73% - 太平洋諸島系: 0.05% - その他の人種: 1.43% - 混血: 1.22% - ヒスパニック・ラテン系: 2.91% | 年齢別人口構成 - 18歳未満: 26.0% - 18-24歳: 10.0% - 25-44歳: 27.6% - 45-64歳: 20.7% - 65歳以上: 15.7% - 年齢の中央値: 36歳 - 性比（女性100人あたり男性の人口） - 総人口: 89.0 - 18歳以上: 84.4 世帯と家族（対世帯数） - 18歳未満の子供がいる: 31.5% - 結婚・同居している夫婦: 42.5% - 未婚・離婚・死別女性が世帯主: 19.3% - 非家族世帯: 34.1% - 単身世帯: 29.9% - 65歳以上の老人1人暮らし: 12.1% - 平均構成人数 - 世帯: 2.42人 - 家族: 3.01人 | 収入と家計 - 収入の中央値 - 世帯: 29,727米ドル - 家族: 38,505米ドル - 性別 - 男性: 34,155米ドル - 女性: 21,143米ドル - 人口1人あたり収入: 17,815米ドル - 貧困線以下 - 対人口: 24.0% - 対家族数: 19.4% - 18歳未満: 34.8% - 65歳以上: 13.2% |

## 経済
市の2009年包括的財務報告書に拠れば、市内の主要雇用主は次の通りである。
| 順位 | 雇用主                                       | 従業員数 |
| ---- | -------------------------------------------- | -------- |
| 1    | レッド川陸軍補給敞 & テナント                | 7,200    |
| 2    | クリスタス・セントミカエル・ヘルスケア       | 1,883    |
| 3    | クーパー・タイヤ・アンド・ラバー             | 1,700    |
| 4    | ドムター                                     | 1,300    |
| 5    | ウォルマート                                 | 1,100    |
| 6    | インターナショナル・ペーパー                 | 925      |
| 7    | ウォドリー地域医療センター                   | 850      |
| 8    | テクサーカナ独立教育学区                     | 795      |
| 9    | テクサーカナ・アーカンソー教育学区           | 785      |
| 10   | サザン・レフリジェレイテッド・トランスポート | 750      |

## 政治

### 市政府
市の最新包括的年間財政報告書に拠れば、歳入は3,600万米ドル、歳出は3,700万米ドル、総資産は1,890万米ドル、総負債は350万米ドル、現金及び投資額は1億720万米ドルとなっている。

### 州の代表と機関
テクサーカナ市は昔から民主党寄りであるが、テキサス州議会両院に送り出している議員は共和党員である。上院下院共に第1選挙区に属している。
テキサス州刑事司法省がテクサーカナでテクサーカナ地区釈放事務所を運営している。
テキサス州第6控訴裁判所が中心街の2州司法ビルにある。

### 連邦政府の代表と機関
連邦議会の代表はテキサス州選出上院議員の2人とも共和党員である。下院議員はテキサス州第4選挙区に属し、やはり共和党員を選出している。
連邦裁判所がアーカンソー州・テキサス州境のすぐ上にあり、州境を跨ぐ唯一の連邦政府建造物となっている。
連邦政府矯正施設テクサーカナはテクサーカナに近いボウイ郡未編入領域にある連邦刑務所局施設である。

## 教育

### 公共教育学区
市内の大半はテクサーカナ独立教育学区の管轄内に入っているが、リバティ・アイロー独立教育学区とプレザントグローブ独立教育学区にも一部が入っている。

### 高等教育機関
市内にはコミュニティ・カレッジのテクサーカナ・カレッジと、新しい4年制大学であるテキサスA&M大学テクサーカナ校がある。

## 宗教
市内には神学的に保守派のアメリカ・バプテスト協会の本部があり、そのミッショナリー・バプテスト教会はテキサス州、アーカンソー州、ルイジアナ州、オクラホマ州、ミシシッピ州の中で最も信徒が多い。

## 交通
テクサーカナ地域空港がアーカンソー州テクサーカナ市内にあり、一般用途空港として使われる他、アメリカン・イーグル航空がダラス・フォートワース国際空港へ定期便を運航している。

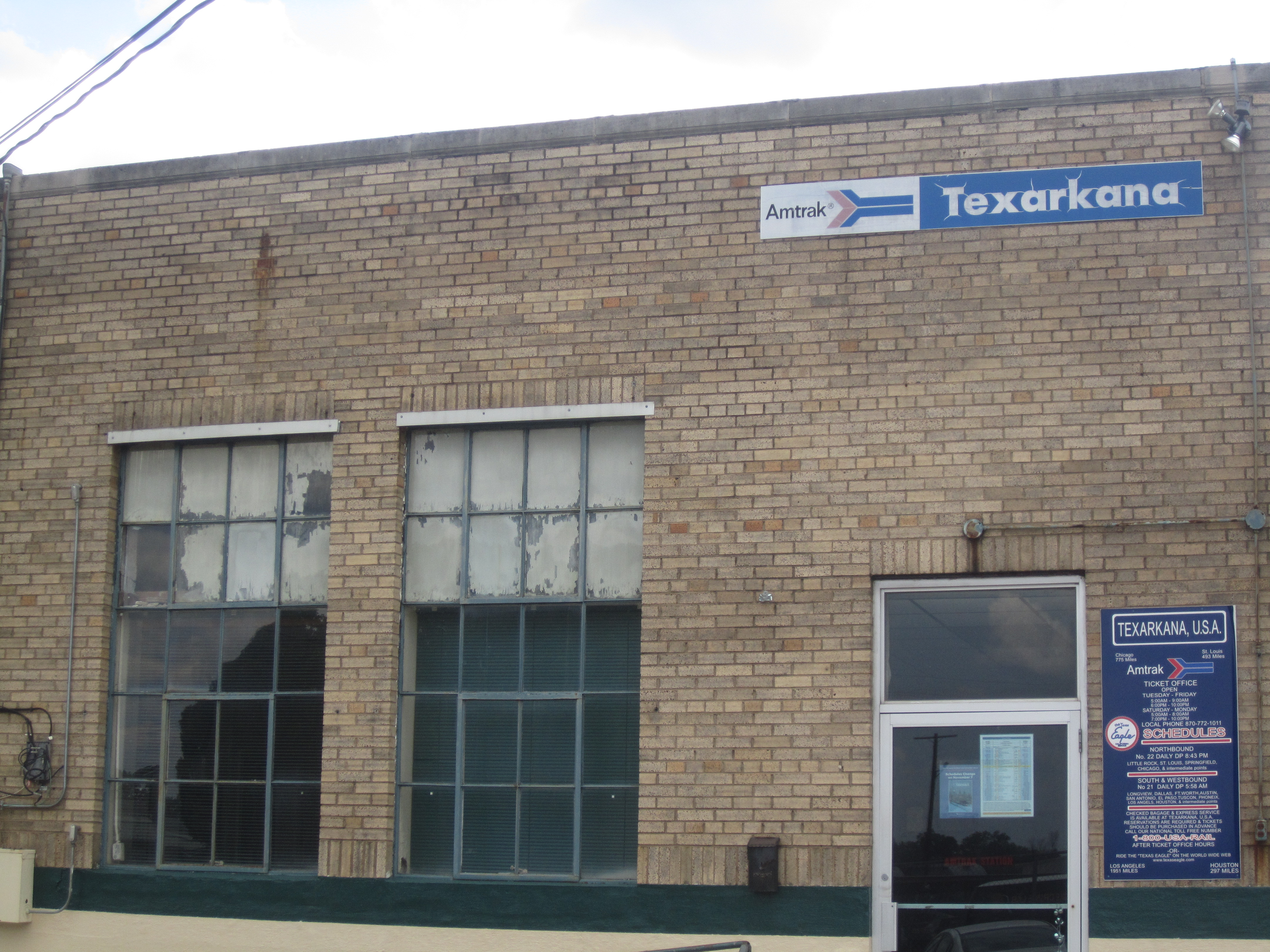
アムトラックテクサーカナ駅

テクサーカナ・ユニオン駅が中心街の州境沿いにあり、アムトラックが西のダラスから、東のリトルロック経由でシカゴまで毎日列車を運行している。
テクサーカナ都市交通地区が町の主要地域に9路線のバスを運行している。利用時間は月曜日から土曜日の午前5時半から午後6時20分までである。
州間高速道路30号線が市内の北を通っている。西の環状151号線がテクサーカナ環状線の一部となり、それが市の西、南、東を回り、州間高速道路30号線が北を受け持って環状線が完成している。州間高速道路369号線が環状151号線の西側部分である。現在州間高速道路49号線を建設中であり、ルイジアナ州シュリーブポートとを繋ぐ予定である。

## 著名な出身者
- スコット・ジョプリン、音楽家、作曲家、ラグタイム王と呼ばれている
- ジョシュア・ローガン、映画監督、劇演出家
- スレイド・ヒースコット、メジャーリーグベースボール選手、ニューヨーク・ヤンキース
- エディ・マシューズ、メジャーリーグベースボール選手、アトランタ・ブレーブス他
- ウィル・ミドルブルックス、メジャーリーグベースボール選手、ボストン・レッドソックス
- クレイグ・モンロー、メジャーリーグベースボール選手、デトロイト・タイガース他
- ドリュー・スタッブス、メジャーリーグベースボール選手、テキサス・レンジャーズ
- マイケル・ワカ、メジャーリーグベースボール選手、セントルイス・カージナルス
- ロス・ペロー、実業家、政治家
- モリー・C・クイン、女優、声優

## 大衆文化の中で
- ブレンダ・リーの1959年の歌曲 Let's Jump The Broomstick の中に「テクサーカナからアラバマに行って、世界中を回る」という歌詞がある。
- トマス・ディッシュ作の短編小説いさましいちびのトースターでは、"Worthless" の歌の中で、赤い車で訪れる場所の1つにテクサーカナを挙げている。
- バンドR.E.M.の1991年の歌はテクサーカナが題とテーマになっている。 このバンドの7枚目のアルバム Out of Timeに収録されている。
- フォークとブルースのミュージシャン、レッドベリーの歌 綿花畑 にはテクサーカナが出てくる。後にザ・ハイウェイメン、バック・オーウェンズ、ザ・ビーチ・ボーイズ、クリーデンス・クリアウォーター・リバイバル等著名カントリーロック・アーティストがカバーした。
- ウォルター・M・ミラー・ジュニアのSF小説 黙示録3174年では、核戦争の数世紀後に文明は第二次暗黒時代に入る。元のアメリカ合衆国で急成長し、アトランティック連合と呼ばれるようになる帝国の中からテクサーカナが首都になる。
- ジェリー・リードの1977年のヒット曲 "East Bound And Down" は映画 "トランザム7000" のサウンドトラックであり、「少年達はアトランタで喉が渇いている。テクサーカナならビールがある」と謳っている。これは当時テキサス州より東ではクアーズのビールが入手できなかったことを指している。劇中ではバンディット（バート・レイノルズ）とスノーマン（ジェリー・リード）がアトランタから来てテクサーカナでクアーズをトラックに積んでいく描写がある。
- 2009年の映画 ゾンビランドでは、ウディ・ハレルソンが新しいゾンビ殺しの仲間ジェシー・アイゼンバーグとの関係に触れ、それが「テクサーカナまでずっと」続くと表現する。